# Glenn Murray
Pour les articles homonymes, voir Murray.
Ne pas confondre avec Glen Murray, joueur de hockey sur glace canadien
Glenn Murray, né le 25 septembre 1983 à Angleterre (Royaume-Uni), est un footballeur anglais qui évolue au poste d'attaquant. Il est le meilleur buteur de tous les temps de Brighton & Hove Albion.

## Biographie

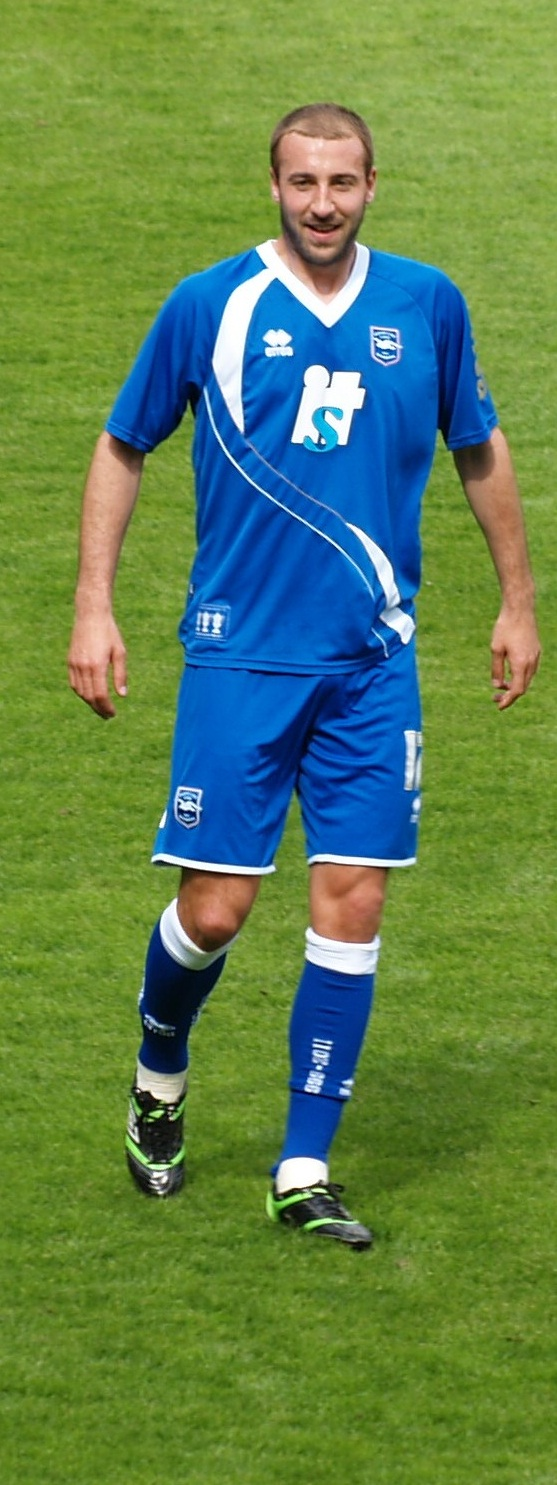
Glenn Murray avec Brighton en 2011

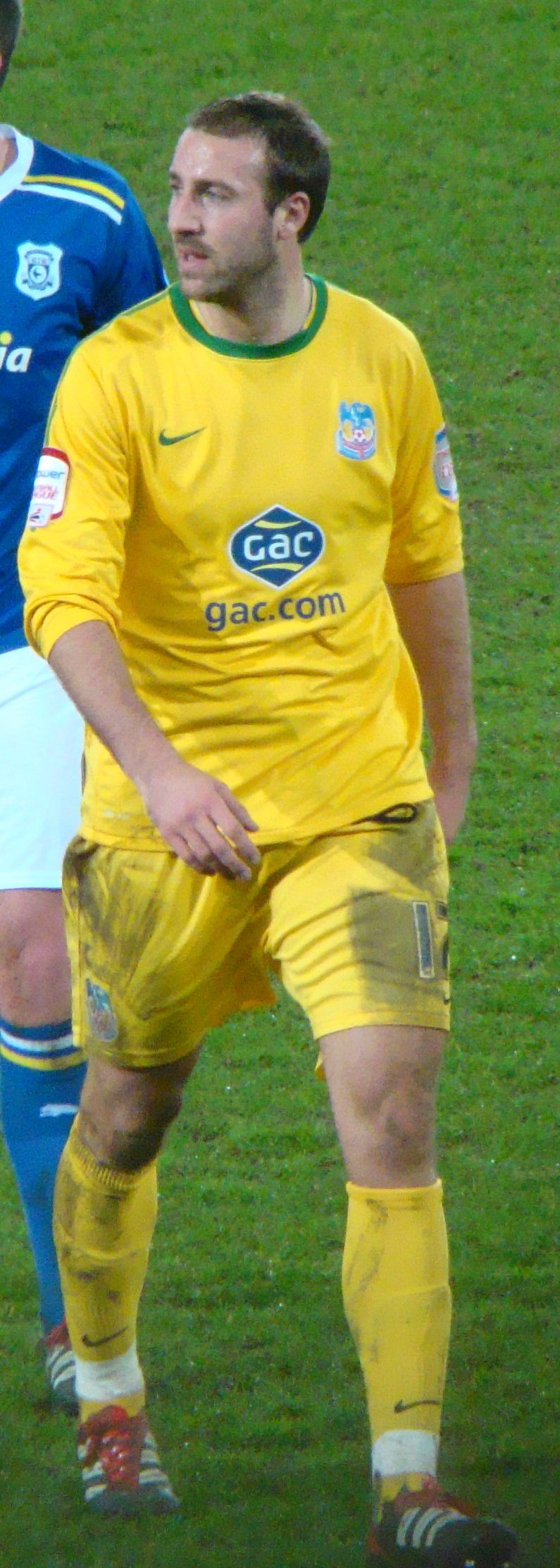
Glenn Murray avec Crystal Palace en 2012

Né à Maryport, petite ville de Cumbria (nord-ouest de l'Angleterre), Glenn Murray débute dans le club amateur local de Workington. Il découvre le football de haut niveau en s'engageant en 2004, alors âgé de 21 ans, avec Carlisle United. Il y passe trois saisons et y joue une soixantaine de matchs.
Au début de la saison 2006-2007, il est prêté au club de Stockport County. D'abord d'une durée d'un mois, le prêt est porté à deux mois, avec toutefois une clause permettant à Stockport de le rappeler en 24 heures. La clause est finalement activée en raison de la blessure de l'attaquant de Stockport Karl Hawley et Murray retourne à Stockport.
Quelques semaines plus tard, Murray est prêté dans un autre club, Rochdale, pour environ un mois et demi où il joue 14 matchs et inscrit 4 buts. Satisfait de son rendement, l'entraîneur du club le recrute à titre permanent en janvier 2007 où Murray signe un contrat de deux ans et demi. Il ne passera pourtant qu'un an au club car, durant le mois de janvier suivant, il est recruté par Brighton & Hove Albion.
À l'issue de la saison 2010-2011, saison au cours de laquelle il inscrit 15 buts pour les Seagulls en championnat, il décline une prolongation de contrat et s'engage avec Crystal Palace.
N'entrant pas dans les plans de Neil Warnock, il est prêté avec option d'achat à Reading le 1er septembre 2014 jusqu'en janvier 2015. À la suite du remplacement de Warnock par Pardew, il fait part de son souhait de continuer sa saison dans le sud de Londres. Il marque son premier but à la suite de son retour lors de la 26e journée face à Arsenal puis la semaine suivante inscrit un doublé face à West Ham.
Le 31 août 2015 il rejoint l'AFC Bournemouth avec un contrat de 3 ans.
Le 3 juillet 2016 marque son retour dans son ancien club de Brighton & Hove Albion ou il est prêté pour une saison.
Le 31 janvier 2017, il signe un contrat jusqu'en juin 2019 avec Brighton & Hove Albion.
Le 1er février 2021, il est prêté à Nottingham Forest.
Il annonce qu'il met un terme à sa carrière de joueur le 31 mai 2021, via un message publié sur son compte Twitter. Il envisage une reconversion dans les médias.

## Statistiques
| Saison                | Club                     | Championnat           | Championnat | Championnat | Championnat | Coupe nationale | Coupe nationale | Coupe nationale | Coupe de la Ligue | Coupe de la Ligue | Coupe de la Ligue | Total | Total | Total |
| Saison                | Club                     | Division              | M.          | B.          | P.d.        | M.              | B.              | P.d.            | M.                | B.                | P.d.              | M.    | B.    | P.d.  |
| 2004                  | Wilmington Hammerheads   | USL Pro Soccer League | 14          | 3           | -           | -               | -               | -               | -                 | -                 | -                 | 14    | 3     | 0     |
| 2004-2005             | Barrow                   | National League North | 6           | 6           | -           | -               | -               | -               | -                 | -                 | -                 | 6     | 6     | 0     |
| 2004-2005             | Carlisle United          | Conference National   | 19          | 2           | -           | -               | -               | -               | -                 | -                 | -                 | 19    | 2     | 0     |
| 2005-2006             | Carlisle United          | League Two            | 26          | 3           | 1           | 1               | 0               | 0               | 1                 | 0                 | 0                 | 28    | 3     | 1     |
| 2006-2007             | Carlisle United          | League One            | 1           | 0           | 0           | -               | -               | -               | -                 | -                 | -                 | 1     | 0     | 0     |
| Sous-total            | Sous-total               | Sous-total            | 46          | 5           | 1           | 1               | 0               | 0               | 1                 | 0                 | 0                 | 48    | 5     | 1     |
| 2006-2007             | Stockport County (prêt)  | League Two            | 11          | 3           | 1           | -               | -               | -               | -                 | -                 | -                 | 11    | 3     | 1     |
| 2006-2007             | Rochdale                 | League Two            | 31          | 16          | 6           | -               | -               | -               | -                 | -                 | -                 | 31    | 16    | 6     |
| 2007-2008             | Rochdale                 | League Two            | 23          | 9           | 1           | -               | -               | -               | 2                 | 1                 | 1                 | 25    | 10    | 2     |
| Sous-total            | Sous-total               | Sous-total            | 54          | 25          | 7           | -               | -               | -               | 2                 | 1                 | 1                 | 56    | 26    | 8     |
| 2007-2008             | Brighton & Hove Albion   | League One            | 21          | 9           | 0           | -               | -               | -               | -                 | -                 | -                 | 21    | 9     | 0     |
| 2008-2009             | Brighton & Hove Albion   | League One            | 23          | 11          | 0           | 1               | 0               | 0               | 3                 | 1                 | 1                 | 27    | 12    | 1     |
| 2009-2010             | Brighton & Hove Albion   | League One            | 32          | 12          | 1           | 3               | 2               | 0               | 1                 | 0                 | 0                 | 36    | 14    | 1     |
| 2010-2011             | Brighton & Hove Albion   | League One            | 42          | 22          | 7           | 7               | 0               | 1               | -                 | -                 | -                 | 49    | 22    | 8     |
| Sous-total            | Sous-total               | Sous-total            | 118         | 54          | 8           | 10              | 2               | 1               | 4                 | 1                 | 1                 | 132   | 57    | 10    |
| 2011-2012             | Crystal Palace           | Championship          | 38          | 6           | 5           | -               | -               | -               | 6                 | 1                 | 0                 | 44    | 7     | 5     |
| 2012-2013             | Crystal Palace           | Championship          | 43          | 30          | 6           | 1               | 1               | 0               | 1                 | 0                 | 0                 | 45    | 31    | 6     |
| 2013-2014             | Crystal Palace           | Premier League        | 14          | 1           | 1           | -               | -               | -               | -                 | -                 | -                 | 14    | 1     | 1     |
| 2014-2015             | Crystal Palace           | Premier League        | 17          | 7           | 3           | 2               | 0               | 0               | 1                 | 0                 | 0                 | 20    | 7     | 3     |
| 2015-2016             | Crystal Palace           | Premier League        | 2           | 0           | 0           | -               | -               | -               | 1                 | 0                 | 0                 | 3     | 0     | 0     |
| Sous-total            | Sous-total               | Sous-total            | 114         | 44          | 15          | 3               | 1               | 0               | 15                | 4                 | 10                | 132   | 49    | 25    |
| 2014-2015             | Reading (prêt)           | Championship          | 18          | 8           | 1           | -               | -               | -               | -                 | -                 | -                 | 18    | 8     | 1     |
| 2015-2016             | AFC Bournemouth          | Premier League        | 19          | 3           | 0           | 3               | 1               | 0               | -                 | -                 | -                 | 22    | 4     | 0     |
| 2016-2017             | Brighton & Hove Albion   | Championship          | 45          | 23          | 6           | 1               | 0               | 1               | 1                 | 0                 | 1                 | 47    | 23    | 8     |
| 2017-2018             | Brighton & Hove Albion   | Premier League        | 35          | 12          | 0           | 3               | 2               | 0               | -                 | -                 | -                 | 38    | 14    | 0     |
| 2018-2019             | Brighton & Hove Albion   | Premier League        | 38          | 13          | 1           | 4               | 2               | 0               | -                 | -                 | -                 | 42    | 15    | 1     |
| 2019-2020             | Brighton & Hove Albion   | Premier League        | 23          | 1           | 1           | -               | -               | -               | 1                 | 1                 | 0                 | 24    | 2     | 1     |
| Sous-total            | Sous-total               | Sous-total            | 141         | 49          | 8           | 8               | 4               | 1               | 1                 | 0                 | 1                 | 150   | 53    | 10    |
| 2020-2021             | Watford (prêt)           | Championship          | 5           | 0           | 0           | -               | -               | -               | 1                 | 0                 | 0                 | 6     | 0     | 0     |
| 2020-2021             | Nottingham Forest (prêt) | Championship          | 16          | 2           | 0           | -               | -               | -               | -                 | -                 | -                 | 16    | 2     | 0     |
| Total sur la carrière | Total sur la carrière    | Total sur la carrière | 562         | 202         | 41          | 26              | 8               | 2               | 19                | 4                 | 3                 | 607   | 214   | 46    |

## Distinctions personnelles
Crystal Palace
- Meilleur buteur de Championship en 2013 (30 buts)
- Élu joueur du mois de Championship en septembre 2012[15]
- Membre de l'équipe-type de Championship en 2013